# Wereldkampioenschappen schoonspringen 2009 – eenmeterplank vrouwen
Het Wereldkampioenschap op de 1 meter plank voor vrouwen werd gehouden op 19 juli 2009 in Rome, Italië. De eerste 12 uit de voorronde kwalificeerden zich voor de finale die later op de dag gehouden werd. Regerend wereldkampioene was de Chinese He Zi.

## Uitslagen

### Voorronde
| Rang | Naam                       | Nationaliteit       | Score  | Bijz. |
| ---- | -------------------------- | ------------------- | ------ | ----- |
| 1    | Joelia Pakhalina           | Rusland             | 315.35 | Q     |
| 2    | Wu Minxia                  | China               | 292.25 | Q     |
| 3    | Tania Cagnotto             | Italië              | 285.20 | Q     |
| 4    | Wang Han                   | China               | 282.30 | Q     |
| 5    | Maria Elisabetta Marconi   | Italië              | 275.40 | Q     |
| 6    | Melanie Rinaldi            | Canada              | 270.95 | Q     |
| 7    | Christina Loukas           | Verenigde Staten    | 264.40 | Q     |
| 8    | Sharleen Stratton          | Australië           | 263.40 | Q     |
| 9    | Rebecca Gallentree         | Verenigd Koninkrijk | 261.60 | Q     |
| 10   | Jennifer Abel              | Canada              | 260.55 | Q     |
| 11   | Veronika Kratochwil        | Oostenrijk          | 252.00 | Q     |
| 12   | Katja Dieckow              | Duitsland           | 247.15 | Q     |
| 13   | Caroline Burger            | Duitsland           | 244.90 |       |
| 14   | Brittany Viola             | Verenigde Staten    | 244.80 |       |
| 15   | Leong Mun Yee              | Maleisië            | 242.65 |       |
| 16   | Anna Pysmenska             | Oekraïne            | 239.00 |       |
| 17   | Alevtyna Korolyova         | Oekraïne            | 235.40 |       |
| 18   | Alexandra Croak            | Australië           | 234.15 |       |
| 19   | Diana Isabel Pineda Zuleta | Colombia            | 228.10 |       |
| 20   | Arantxa Chavez             | Mexico              | 226.45 |       |
| 21   | Anastasia Pozdniakova      | Rusland             | 224.45 |       |
| 22   | Raisa Geurtsen             | Nederland           | 223.85 |       |
| 23   | Sayaka Shibusawa           | Japan               | 220.35 |       |
| 24   | Leyre Eizaguirre           | Spanje              | 213.70 |       |
| 25   | Huang EnTien               | Chinees Taipei      | 212.60 |       |
| 26   | Choi Sut Ian               | Macau               | 201.10 |       |
| 27   | Lei Sio I                  | Macau               | 187.55 |       |
| 28   | Piroska Flóra Gondos       | Hongarije           | 183.40 |       |
| 29   | Marija Ivezic              | Servië              | 182.85 |       |

### Finale
| Rang   | Naam                     | Nationaliteit       | Score  |
| ------ | ------------------------ | ------------------- | ------ |
| Goud   | Joelia Pakhalina         | Rusland             | 325.05 |
| Zilver | Wu Minxia                | China               | 311.90 |
| Brons  | Wang Han                 | China               | 303.95 |
| 4      | Tania Cagnotto           | Italië              | 296.60 |
| 5      | Sharleen Stratton        | Australië           | 284.15 |
| 6      | Maria Elisabetta Marconi | Italië              | 268.80 |
| 7      | Rebecca Gallentree       | Verenigd Koninkrijk | 267.55 |
| 8      | Christina Loukas         | Verenigde Staten    | 266.35 |
| 9      | Katja Dieckow            | Duitsland           | 265.40 |
| 10     | Melanie Rinaldi          | Canada              | 256.35 |
| 11     | Veronika Kratochwil      | Oostenrijk          | 238.30 |
| 12     | Jennifer Abel            | Canada              | 236.80 |